# Lucio Tiberio
Lucio Tiberio, talvolta chiamato Lucio Iberio o soltanto Lucio, è stato un leggendario militare e politico romano del VI sec. d.C. Citato per la prima volta nella Historia Regum Britanniae di Geoffrey di Monmouth, è diventato un personaggio della materia di Britannia, che lo ricorda come un antagonista di re Artù Pendragon.

## Nella saga arturiana
Nella sua cronaca pseudo-storica, scritta nel XII secolo, Geoffrey di Monmouth riporta di una campagna militare che re Artù di Britannia condusse in Gallia, ove sconfisse il governatore romano Frollo e annesse parte della regione al suo regno. A seguito di ciò Lucio Tiberio, procuratore dell'imperatore romano Leone, inviò ad Artù l'ordine di fare atto di sottomissione a Roma, essendo la Britannia una provincia romana. Ma Artù rifiutò, adducendo che Britanni e Romani avessero comuni antenati (il leggendario primo re di Britannia, Bruto, era un discendente di Enea) e che Roma avesse a sua volta avuto regnanti di stirpe britannica, come il leggendario Brennio. Lucio gli dichiarò quindi guerra e mise assieme una grande armata, composta prevalentemente da uomini provenienti dai regni tributari delle regioni d'Africa, Grecia e Asia. Re Artù lasciò la Britannia sotto la reggenza di Mordred, suo nipote, e mosse contro i Romani in Gallia.  Ci furono infruttuose negoziazioni, terminate con Gawain, nipote di Artù, che uccise il nipote di Lucio. Le parti vennero quindi alle armi e la serie di battaglie che seguì vide prevalere i Britanni. Presso Saussy si consumò lo scontro decisivo, con la vittoria di Artù e la morte di Lucio. Il re britannico arrivò fino alle Alpi ma venendo a sapere del tradimento dell'usurpazione di Mordred si trova costretto a ritornare con tutto l'esercito in Britannia.
Anche opere successive alla Historia Regum Britanniae riprendono la vicenda e i suoi personaggi, quantunque si faccia più volte confusione e Lucio venga indicato occasionalmente come imperatore di Roma lui stesso. Nella Morte d'Arthur, il poema epico-cavalleresco di sir Thomas Malory, la storia è arricchita con un combattimento tra re Artù, appena sbarcato in Bretagna, e un gigante divoratore di uomini, che terrorizza la regione attorno a Mont St. Michel. Uccidendo il gigante, Artù riesce a dimostrare il suo valore e a ispirare i suoi cavalieri, che lo seguono in battaglia sconfiggendo i Romani, e se nella versione di Goffredo di Monmouth Artù è costretto a tornare indietro per colpa di Mordred, Malory invece ci presenta un Artù che continua la sua azione di conquista varcando le Alpi, conquistare l'italia mettendola a ferro e fuoco e infine arrivare a Roma il giorno di Natale per farsi incoronare Imperatore romano (sia d'Occidente che d'Oriente, perché secondo Malory Lucio comandava entrambe le parti dell'impero).

## Sfondo storico
Non sono note fonti attendibili che confermino la storia di Lucio Tiberio e Leone, per come riportata nella Historia Regum Britanniae. Quest'opera infatti soffre di evidenti anacronismi, descrivendo l'Impero romano come ancora solido e agguerrito all'epoca di re Artù (il VI secolo, secondo Geoffrey), mentre la sua parabola si era già conclusa nel secolo antecedente. Anche i regni dell'area del Mediterraneo orientale, dai quali Lucio recluta il suo esercito, per come elencati nella Historia, non esistevano in quel periodo. Nel VI secolo però Roma e l'area mediterranea (ma non la Gallia) erano dominate dall'Impero romano d'Oriente, si potrebbe quindi supporre che Lucio stesse ad indicare un governatore designato dall'imperatore di Costantinopoli, cioè Giustiniano. Gli abitanti dell'impero romano d'oriente chiamavano se stessi "romaioi " cioè "romani" . Da qui deriva l'ambiguità per cui sembra che Monmouth stia parlando dell'impero romano anche se in realtà si riferisce all'impero romano d'oriente.  Lo storico Geoffrey Ashe ha invece suggerito che il nome "Lucio Tiberio" sia il risultato di una storpiatura di "Glicerio", e alluderebbe quindi ad uno storico imperatore d'Occidente che regnò dal 473 al 474 d.C. Secondo un'altra teoria, proposta invece da Roger Sherman Loomis, alluderebbe al contrario a "Llwch Hibernus", cioè al dio celtico Lugh.